# Tolata
Tolata – miasto w Boliwii, w departamencie Cochabamba, w prowincji German Jordán.